# المعرج (الشغادرة)

تعديل مصدري - تعديل

المعرج هي إحدى قرى عزلة السوالمة بمديرية الشغادرة التابعة لمحافظة حجة، بلغ تعداد سكانها 352 نسمة حسب تعداد اليمن لعام 2004.